# Варшава-Влохи
Варшава-Влохи (пол. Warszawa Włochy) — путевой пост и остановочный пункт железной дороги в Варшаве, расположен в районе Влохи (в Мазовецком воеводстве Польши). Имеет 2 платформы и 3 пути.

## История
Влох — остановочный пункт (платформа) построен на линии Варшаво-Венской железной дороги в 1845 году и открыт 3 (15) августа для посадки и высадки пассажиров без багажа в местном сообщении.
С 1875 по 1886 год в железнодорожной литературе указывается как полустанция, с 1886 года — остановочный пункт (платформа).
В 1878 году устроена линия для нагрузки кирпича из имения "Влохи" длиной 0,081 версты, в 1880 году подъездной путь был продлён до кирпичного завода К.Келихена в имении  "Влохи", общая длина составила 1,214 версты.
В 1901 году от подъездного пути в имение "Влохи", на 0,666 версте устроен путь в железопрокатный завод  "Влохи" длиной 0,104 версты
Теперь пост обслуживает переезды на линиях: 
- Варшава-Центральная — Катовице,
- Варшава-Средместье — Гродзиск-Мазовецкий
- Варшава-Западная — Куновице.